# Політична реакція
Політична реакція — активний опір прогресу в суспільно-політичному житті з метою збереження та зміцнення старих порядків, які вже віджили своє. В широкому сенсі політична реакція позначає громадський рух у напрямку, різко протилежному тому, що передував, або сучасному.

## Сутність поняття
Здебільшого терміном «реакція» позначають не ліберальні чи радикальні течії, а тільки течії вкрай консервативні (або клерикальні), які прагнуть відновити давно віджилі установи (рабство, кріпацтво, інквізицію, панування церкви над державою, негласний суд, суд без участі присяжних, урядову опіку над літературою у формі цензури і т. д.). Зокрема правління Карла Х у Франції було епохою крайньої реакції, хоч і попереднє правління Людовика XVIII не було ані демократичним, ані ліберальним.
Реакційним буває напрямок уряду, буває і суспільний настрій. Історичними прикладами реакційних епох можуть служити епохи, що пішли за реставрацією Стюартів в Англії і Бурбонів у Франції, в Німеччині епохою страшної реакції було десятиліття після революції 1848-49 років.
Реакційна діяльність уряду часто є відображенням реакційних настроїв у суспільстві, в таких випадках цей настрій виражається панівною течією в літературі (особливо відома реакційна література Франції — зокрема Шатобріан та інші). Іноді уряд під впливом окремих груп суспільства бере на себе почин реакції, перебуваючи в такому випадку в рішучій розбіжності з панівним настроєм (наприклад, реакція доби правління Карла X, особливо Поліньяка).
Психологічна теорія партій (Фридрих Ромер, Йоганн-Каспар Блюнчлі, особливо Борис Чичерін) бачить в реакції психологічний наслідок захоплення лібералізмом, радикалізмом чи соціалізмом і допускає, що одні й ті самі суспільні групи, які мають одні і ті самі інтереси, можуть бути то ліберальними, то реакційними.
Насправді реакційні елементи живуть завжди і у всякому суспільстві; їх інтереси пов'язані з відновленням віджилих установ або з придушенням прогресивних течій; вони утворюють у суспільствах, які живуть політичним життям, реакційну партію, а у суспільствах, які таким життям не живуть, — групу реакціонерів.
Людвіг фон Мізес — економіст Австрійської школи, захисник ідей класичного лібералізму писав наступне:
Суть свободи індивіда полягає в можливості відхилятися від традиційних способів мислення і дій.
Кожному реакціонеру бракує інтелектуальної незалежності.